# Knowledge Revolution
Knowledge Revolution (с англ. — «Революция Знаний»; потом Working Knowledge) — это компания-стартап в области образовательных технологий, основанная Дэвидом Базуки в 1989 году, а после приобретённая MSC Software за 20 млн долларов в 1998 году. В год своего основания ею была создана программа «Interactive Physics», а позднее «Working Model», повлиявшие на основание Roblox Corporation в дальнейшем.

## История
Эта компания-стартап была основана Дэвидом Базуки в 1989 году и занималась разработкой образовательного программного обеспечения; в этот же год компанией была создана программа «Interactive Physics». В 1991 году к Дэвиду присоединились его брат Грег и за ним Эрик, друг Дэвида. К 1996 году компания выпустила вторую программу — «Working Model». Обе программы использовались не только учащимися, но и обычными пользователями для развлечения. После компания также выпустила программу «AutoMotion».
В 1998 году Knowledge Revolution была приобретена MSC Software за 20 млн долларов, но при этом, Дэвид с Эриком сохранили руководящие должности; в 1999 году MSC Software переименовала Knowledge Revolution в Working Knowledge (с англ. — «Практические Знания»). Потом, в 2002 году Дэвид ушёл из компании и Эрик за ним в 2003 году, после чего, они вместе основали Roblox Corporation. Далее к ним присоединились и другие сотрудники MSC Software. К 2006 году Working Knowledge предоставила лицензию на свои продукты компании Design Simulation Technologies, которая предлагает их по 2022 год; компания полностью переориентировалась на предприятия. В 2017 году Hexagon AB приобрела MSC Software за 850 млн долларов. До 2021 года MSC Software работала как независимая дочерняя компания Hexagon AB, но потом они полностью объединились.